# CSI: Miami helyszínelők (első évad)
Az itt található lista az CSI: Miami helyszínelők című televíziós sorozat első évadjának epizódjait tartalmazza. Az évad eredeti sugárzása a CBS-en 2002. szeptember 23. és 2003. május 19. között volt.
Az első évadban a csapat tagjai: Horatio Caine hadnagy, Calleigh Duquesne, Eric Delko, Tim Speedle, Dr. Alexx Woods és Megan Donner.
| #    | Magyar cím | Eredeti cím                 | Író                                                | Rendező          | Eredeti premier      | No. # |
| ---- | --- | --------------------------- | -------------------------------------------------- | ---------------- | -------------------- | ----- |
| 1x1  | „Arany ejtőernyő” | „Golden Parachute”          | Steve Maeda                                        | Joe Chappelle    | 2002. szeptember 23. | 1     |
| 1x1  | Mocsárba zuhan egy magánrepülőgép, Megan Donner visszatér az egységhez, hogy az ügyön dolgozzon. Mialatt túlélők után kutatnak a területen, Horatioék a repülőgép-szerencsétlenség helyszínétől öt kilométerre újabb áldozatra bukkannak. Világossá válik, hogy nem baleset áll a háttérben... |                             |                                                    |                  |                      |       |
|      | |                             |                                                    |                  |                      |       |
| 1x2  | „Arc nélkül” | „Losing Face”               | Steve Maeda és Gwendolyn Parker                    | Joe Chappelle    | 2002. szeptember 30. | 2     |
| 1x2  | Egy robbantó Miami kolumbiaiak lakta részét veszi célba. A megszállott egy gazdag kolumbiai üzletember nyakára házilag összeeszkábált "nyakkendőbombát" köt. A szerkezet felrobban, amikor hatástalanítani akarják, így az üzletember és a bombaszakértő -Horatio barátja- is életét veszti a robbanásban... |                             |                                                    |                  |                      |       |
|      | |                             |                                                    |                  |                      |       |
| 1x3  | „Halál a tengeren” | „Wet Foot/Dry Foot”         | Eddie Guerra                                       | Tucker Gates     | 2002. október 7.     | 3     |
| 1x3  | Horatio és Megan egy cápa gyomrában egy emberi törzset, abban pedig egy puskagolyót találnak. Mikor egy elhagyatott hajón azonos puskagolyót és drogcsempészetre utaló jeleket találnak, világossá válik, hogy egy kubai szökési akció sült el ilyen rosszul... |                             |                                                    |                  |                      |       |
|      | |                             |                                                    |                  |                      |       |
| 1x4  | „Csak egy csók” | „Just One Kiss”             | Laurie McCarthy és Matt Witten                     | Scott Brazil     | 2002. október 14.    | 4     |
| 1x4  | Eszméletlen fiatal lányra bukkannak, akit megerőszakoltak, majd az óceánba dobtak. Mikor a helyszínelők kikérdezik az áldozat barátját, kiderül, hogy a pár egy pompás partin vett részt egy nagy múltú, politikai befolyással bíró család kúriáján. Azonban amikor a bizonyítékok gyűlni kezdenek a család ellen, a nagy hatalmú Hamiltonok kezükbe veszik az irányítást, hogy bőrüket mentsék... |                             |                                                    |                  |                      |       |
|      | |                             |                                                    |                  |                      |       |
| 1x5  | „Porból lettünk, porrá leszünk” | „Ashes to Ashes”            | Mark Israel                                        | Bryan Spicer     | 2002. október 21.    | 5     |
| 1x5  | Megan, Calleigh és Speedle egy pap ügyében nyomoznak, akit holtan találtak a parókián. A haláleset felderítéséhez bonyolult családi szálakat kell kibogozniuk. Másutt, Horatio és Eric egy felrobbant autó rejtélyére próbálnak fényt deríteni... |                             |                                                    |                  |                      |       |
|      | |                             |                                                    |                  |                      |       |
| 1x6  | „Megtörten” | „Broken”                    | Ildy Modrovich és Laurence Walsh                   | Deran Sarafian   | 2002. október 28.    | 6     |
| 1x6  | Az egész csapat egy ügyön dolgozik; egy vidámpark mosdójában holtan találnak egy kislányt. A nyomok pedofilra utalnak, akit mihamarabb meg kell találni, az ügy tisztázásáig ugyanis karantén alá vonták a vidámparkot... |                             |                                                    |                  |                      |       |
|      | |                             |                                                    |                  |                      |       |
| 1x7  | „Kifulladva” | „Breathless”                | Steven Maeda                                       | Charlie Corell   | 2002. november 4.    | 7     |
| 1x7  | Egy szexpartit követően halott táncosnő holttestére bukkannak, így Horatio, Calleight és Speed ismét belevetik magukat a mély vízbe. Míg ők keresik az indítékot, Eric és Megan egy meggyilkolt búvár ügyében nyomoznak. |                             |                                                    |                  |                      |       |
|      | |                             |                                                    |                  |                      |       |
| 1x8  | „Mészárszék” | „Slaughterhouse”            | Laurie McCarthy                                    | Dick Pearce      | 2002. november 11.   | 8     |
| 1x8  | Egy családot kegyetlenül lemészárolnak otthonukban, Horatiónak és csapatának a helyszínen lévő bizonyítékok alapján kell megtalálnia a gyilkost. Az anya, az újszülött és két fiú meghalt, csak az apa és a negyedik gyermek maradt életben. A helyszínelőknek a házban talált vér alapján kell követni a nyomokat, hogy felépíthessenek egy logikai sort és rájöjjenek ki a gyilkos. Horatio azt gyanítja, hogy az anya a felelős a történtekért, azonban a bizonyítékok egészen más irányba mutatnak. |                             |                                                    |                  |                      |       |
|      | |                             |                                                    |                  |                      |       |
| 1x9  | „Gyilkos zóna” | „Kill Zone”                 | Mark Israel & Lois Johnson                         | Daniel Attias    | 2002. november 18.   | 9     |
| 1x9  | Miami belvárosában, a tipikus reggeli csúcsforgalomban három embert ölnek meg. Horatio a fejen található szem körüli lövésekből orvlövészre gyanakszik. Amikor egy negyedik holttestet találnak, a bizonyíték összezavarja a csapatot, mert nem lehet összefüggésbe hozni az előző hárommal. A ballisztikai vizsgálat eredményei alapján megtalálják az orvlövész fészkét egy belvárosi épület tetején. Hogy elfoghassák a gyilkost, ki kell deríteniük, ki a következő célpont. |                             |                                                    |                  |                      |       |
|      | |                             |                                                    |                  |                      |       |
| 1x10 | „Rémisztő elme” | „A Horrible Mind”           | Ildy Modrovich és Laurence Walsh                   | Greg Yaitanes    | 2002. november 25.   | 10    |
| 1x10 | Egy helyi egyetem liberális szellemű professzorát felakasztva találják egy fán. A népszerű professzort legalább négy óráig kínozták, mielőtt megölték. Ahogyan a csapat összerakja a professzor dokumentumainak darabkáit és megvizsgálják nem mindennapi tanítási szokásait, rájönnek, hogy egyik tanítványa valószínűleg "túlságosan is megtanulta a leckét". Eközben Delko és Megan egy vízbe süllyedt autó ügyében nyomoznak, amelynek csomagtartójában egy holttestet is találnak. - Vendégszereplő: Heather McComb |                             |                                                    |                  |                      |       |
|      | |                             |                                                    |                  |                      |       |
| 1x11 | „Rettegés a táborban” | „Camp Fear”                 | Eddie Guerra & Steven Maeda                        | Deran Sarafian   | 2002. december 16.   | 11    |
| 1x11 | Egy ismeretlen lány tetemét találják egy szigorúságáról híres rehabilitációs tábor mellett. A helyszínen lévő keréknyomok a táborba vezetnek, ugyanakkor a lánynak látszólag nem volt köze a helyhez. A helyszínelők szerint az egyik kadét létfontosságú információt rejteget az üggyel kapcsolatban. Miután azonosítják a lányt, és kapcsolatba lépnek az anyjával, a csapatnak követnie kell a nyomokat egy olyan végkifejlethez, melyre egyikük sem számított. |                             |                                                    |                  |                      |       |
|      | |                             |                                                    |                  |                      |       |
| 1x12 | „Bemeneti seb” | „Entrance Wound”            | Laurie McCarthy & Gwendolyn Parker                 | David Grossman   | 2003. január 6.      | 12    |
| 1x12 | Horatio és a csapat egy prostituált ügyében nyomoz, akit többszöri késszúrással meggyilkoltak, majd egy helyi nyaraló ágya alá rejtettek el. A szoba alapos átvizsgálása során kiderül, hogy a tettes megtisztította a bűntény helyszínét, és a hullát is megmosdatta. Egy véres ujjlenyomatot azonban mégis találnak, de Horatio úgy gondolja, hogy a nyomot nem a tényleges gyilkos hagyta. Eközben a városban egy benzinkútnál Calleigh és Delko megpróbálják kideríteni, hogy miért lőttek le egy német turistát. |                             |                                                    |                  |                      |       |
|      | |                             |                                                    |                  |                      |       |
| 1x13 | „Az átverés” | „Bunk”                      | Elizabeth Devine                                   | Charlie Correll  | 2003. január 27.     | 13    |
| 1x13 | Horatio és Speedle egy férfi halálának ügyében nyomoz, aki vegyszereket lélegzett be abban a házban, ami mozgatható droglaboratóriumként is működik. A vizsgálatok alapján a drogok halálosak, ezért a nyomozóknak meg kell találniuk az elkövetőket mielőtt újabb holttest kerül elő. Közben Calleigh és Delko egy idős hölgy halálának körülményeit vizsgálják, aki látszólag kegyetlen támadás áldozata lett egy nyugdíjas otthonban. |                             |                                                    |                  |                      |       |
|      | |                             |                                                    |                  |                      |       |
| 1x14 | „Erőszakos behatolás” | „Forced Entry”              | Mark Israel & Lois Johnson                         | Artie Mandelberg | 2003. február 3.     | 14    |
| 1x14 | A csapat egyik fele Horatio vezetésével egy rablásai során nemi erőszakot is elkövető bűnöző különös halála után nyomoz. A rabló házában megtalált bizonyítékok a korábbi sértettek felé irányítják a nyomozást. A többiek egy menő szórakozóhely volt alkalmazottjának megkerült holtteste ügyében vizsgálódnak. A háttérben véres konkurenciaharc szálai bontakoznak ki. |                             |                                                    |                  |                      |       |
|      | |                             |                                                    |                  |                      |       |
| 1x15 | „Siralomház” | „Dead Woman Walking”        | Ildy Modrovich & Laurence Walsh                    | Jeannot Szwarc   | 2003. február 10.    | 15    |
| 1x15 | Miami utcáin holtan találnak egy kábítószerest törött nyakkal, kezében egy köteg pénzzel. Amikor a holttestet alaposabban szemügyre veszik, kiderül, hogy radioaktív anyagok okozták a testén található égési sérüléseket. A nyomozás során szándékosság gyanúja merül fel, amely elvezeti Horatióékat egy sugárzással kapcsolatos ügyeken dolgozó környezetjogi ügyvédhez, akit szintén végzetes radioaktív hatás ért. A nyomozóknak nem sok idejük maradt hátra, hogy kiderítsék az igazságot mielőtt az utolsó élő tanú meg nem hal. - Vendégszereplő: Adam Baldwin |                             |                                                    |                  |                      |       |
|      | |                             |                                                    |                  |                      |       |
| 1x16 | „A mennyek kapujában” | „Evidence of Things Unseen” | David Black                                        | Joe Chappelle    | 2003. február 17.    | 16    |
| 1x16 | Egy orosz bevándorlót agyonszúrnak egy peepshow fülkéjében. A gyilkosság egyetlen szemtanúja maga a sztriptíztáncosnő. A lányt azonban halálra gázolja egy autó, így Horatio a lány futtatójához fordul válaszokért, de a férfit is csakhamar megölik. A csapatot már csak a hálószobájában talált néhány DNS-minta tudja közelebb vinni az igazi gyilkoshoz. |                             |                                                    |                  |                      |       |
|      | |                             |                                                    |                  |                      |       |
| 1x17 | „Egy egyszerű férfi” | „Simple Man”                | Steven Maeda                                       | Greg Yaitanes    | 2003. február 24.    | 17    |
| 1x17 | Egy városi tanácstag férjét házvezetőnőjük meggyilkolásával vádolják. Kiderül ugyanis, hogy a férfinak titokban viszonya volta nővel. Mielőtt azonban Horatio tanúskodhatna az ügyben, a nyomozók tudomására jut, hogy a korábbihoz hasonló gyilkosság történt, mialatt a vádlott a fogdában ült. Ha az előzetes letartóztatásban lévő férfi tényleg valóban ártatlan, Horatio szerint egy sorozatgyilkos szedi az áldozatait. |                             |                                                    |                  |                      |       |
|      | |                             |                                                    |                  |                      |       |
| 1x18 | „A szállítási nap” | „Dispo Day”                 | Elizabeth Devine & Ildy Modrovich & Laurence Walsh | David Grossman   | 2003. március 10.    | 18    |
| 1x18 | Rutinfeladatként indul egy csempészektől lefoglalt, kábítószerrel megpakolt teherautó megsemmisítése. Váratlanul azonban rajtaütnek a rendőri konvojon, megölnek két rendőrt és megsebesítik Speedle-t. Horatiónak feltűnik, hogy a támadók csak a kokaint vitték el, a többi értékes drogot viszont nem. A helyszínelők kellemetlen helyzetbe kerülnek, amikor belső nyomozást kezdeményeznek náluk, hogy kiderüljön, ki adta ki az információt a drogszállítmányról. Újabb és újabb kérdések merülnek fel, amikor az egyik helyszínelőnél pozitív eredményt mutat ki a drogteszt. |                             |                                                    |                  |                      |       |
|      | |                             |                                                    |                  |                      |       |
| 1x19 | „Dupla burkolat” | „Double Cap”                | Marc Dube                                          | Joe Chappelle    | 2003. március 31.    | 19    |
| 1x19 | Egy előkelő miami hotel medencéjének a partján holtan találnak egy nőt. Miközben azonosítják a holttestet, a helyszínelők felhívják magukra az FBI figyelmét, és Horatio összeütközésbe kerül velük. Kiderül, hogy a nő igazából egy tanúvédelmi program tagja volt a barátjával együtt, aki éppen vallani készült egy droggal kapcsolatos ügyben. Horatio ki akarja kérdezni a nő barátját, hogy megtalálhassa a gyilkost, de ezt az FBI és néhány magas rangú amerikai katonatiszt nem nézi jó szemmel. |                             |                                                    |                  |                      |       |
|      | |                             |                                                    |                  |                      |       |
| 1x20 | „Veszélyes fiúk” | „Grave Young Men”           | Lois Johnson                                       | Peter Markle     | 2003. április 14.    | 20    |
| 1x20 | Horatiót megkeresi egy férfi, akit korábban maga Horatio juttatott börtönbe. Most a rendőr segítségét kéri, hogy találja meg a fiát. A nyomozás kezdetén kiderül, hogy a fiú eltűnésében szerepet játszott a kábítószer is. Hamarosan Calleigh olyan fára bukkan a segítséget kérő férfi háza közelében, amelybe több száz golyót lőttek. A temetőben egy másik fiú holttestére találnak. A kisebb-nagyobb nyomokat követve összeáll a kép, s Horátióék megsejtve a közelgő tragédiát, versenyt futnak az idővel, hogy mielőbb megtalálják az elveszettnek hitt, életveszélyben lévő fiút. Eközben Timothy egy fulladásos halált szenvedett férfi ügyében nyomoz. Az első számú gyanúsított maga a férfi barátnője, aki azonban nem közömbös Timothy számára sem. - Vengégszereplő: Rena Sofer |                             |                                                    |                  |                      |       |
|      | |                             |                                                    |                  |                      |       |
| 1x21 | „A nagy buli” | „Spring Break”              | Stephen Maeda                                      | Deran Sarafian   | 2003. április 28.    | 21    |
| 1x21 | Két halott főiskolás miatt riasztják a helyszínelőket. Horatio és Speedle egy lány ügyében nyomoz, akinek a holttestét a tengerparton találták meg törött nyakkal és emberi harapásnyomokkal a lábain. Eközben Calleigh és Delko egy fiatal férfi halálának körülményeit vizsgálja, akire egy úszómedencében találtak rá, és aki hirtelen halt meg még mielőtt a vízbe esett volna. |                             |                                                    |                  |                      |       |
|      | |                             |                                                    |                  |                      |       |
| 1x22 | „A gyújtogató” | „Tinder Box”                | Corey Miller                                       | Charlie Correll  | 2003. május 5.       | 22    |
| 1x22 | Egy divatos éjszakai klubban a pirotechnika miatt tűz üt ki, 16 ember halálát okozva. Speedle és Delko épp hogy megmenekül. A csapat kideríti, hogy a tűz egyáltalán nem volt véletlen, miután megtalálják az egyik csapos leszúrt testét. Már csak Horatión és a csapaton áll, hogy összeillesszék a bizonyítékokat és rájöjjenek, mi történt aznap este a klubban. |                             |                                                    |                  |                      |       |
|      | |                             |                                                    |                  |                      |       |
| 1x23 | „Szeszélyes és veszélyes” | „Freaks and Tweaks”         | Elizabeth Devine & John Haynes                     | Deran Sarafian   | 2003. május 12.      | 23    |
| 1x23 | Horatio, Speedle és Delko éppen egy kábítószerfüggő brutális halála ügyében nyomoz, amikor majdnem maguk is áldozatok lesznek egy robbanás során. A bizonyítékok java megsemmisül, így a nyomozás sikere érdekében utat kell találjanak a kábítószerfüggők kétes világába. Az ügy személyessé válik, amikor kiderül, hogy a fő gyanúsított ismerte Horatio halott bátyját. Eközben Calleigh-t egy gyilkosság helyszínére hívják, ahol az áldozat Alex egyik legközelebbi barátja. |                             |                                                    |                  |                      |       |
|      | |                             |                                                    |                  |                      |       |
| 1x24 | „Rabló-pandúr” | „Body Count”                | Ildy Modrovich & Laurence Walsh                    | Joe Chappelle    | 2003. május 19.      | 24    |
| 1x24 | Horatiót a miami börtön udvarára hívják, ahol agyonszúrtak egy elítéltet. Amikor a helyszínre érkezik, három elítélt megszökik egy helikopterrel. Horatio rájön, hogy a gyilkosság csak ürügy volt arra, hogy eltereljék a figyelmet a nagyszabású szökésről, és vadászni kezdi az elítélteket. Az ügy személyes lesz, amikor kiderül, hogy az üldözött bűnözők közül kettőnek már volt köze a helyszínelők csapatához. |                             |                                                    |                  |                      |       |
|      | |                             |                                                    |                  |                      |       |